# Nass Ranges
Nass Ranges är ett berg i Kanada.   Det ligger i provinsen British Columbia, i den centrala delen av landet, 3 800 km väster om huvudstaden Ottawa. Toppen på Nass Ranges är 1 595 meter över havet, eller 20 meter över den omgivande terrängen. Bredden vid basen är 0,72 km.
Terrängen runt Nass Ranges är kuperad åt nordväst, men åt sydost är den bergig. Trakten runt Nass Ranges är nära nog obefolkad, med mindre än två invånare per kvadratkilometer.. Det finns inga samhällen i närheten. 
I omgivningarna runt Nass Ranges växer i huvudsak barrskog.